# MGR-1 Honest John
MGR-1 «Онест Джон» (англ. MGR-1 Honest John, буквально «Честный Джон») — американская твердотопливная баллистическая ракета, первая ядерная ракета такого типа в арсенале США.

## История
Ракета получила наименование Artillery Rocket XM31 и первый образец этой ракеты был испытан 29 июня 1951 года. Принята на вооружение в 1953 году. По мнению советской стороны, предназначалась для массированных ударов по объектам на переднем крае обороны и в непосредственной близости от него. Первые серийные ракеты были поставлены Армии США в январе 1953 года. В сентябре 1953 года ракета получила обозначение М31. Первые армейские подразделения получили свои ракеты к концу года и ракетные батальоны были развернуты в Европе в начале 1954 года. Кроме ядерного заряда, ракета имела возможность нести фугасную боеголовку массой 680 килограммов (1500 фунтов), хотя ракета в обычном снаряжении не рассматривалась, как основной вариант применения, для которой она первоначально предназначалась.
M31 была неуправляемой твердотопливной ракетой, перевозимой на армейских грузовиках в разобранном виде. Перед запуском три основные секции (головная часть, двигатель и хвостовое оперение) могли быть собраны в полевых условиях, установлены на пусковой установке «M289», нацелены и запущены в течение 15-ти минут командой из шести человек. Ракета первоначально оснащалась боеголовкой W7 с ядерным зарядом переменной мощности, до 20 килотонн в тротиловом эквиваленте (84 ТДж), а позднее стала оснащаться боеголовкой W31 с тремя вариантами уставки мощности: 2, 10 или 30 килотонн (8,4, 41,8 или 125,5 ТДж) в 1959 году. Масса ракетного топлива составляла более 1 тонны. Оно горело в течение 4,5 секунд и обеспечивало тягу 90 000 фунтов. В момент выгорания топлива, ракета достигала скорости в 750 м/с (около 3500 км/ч). М31 имела дальность стрельбы в диапазоне между 5,5 и 24,8 км (3,4 и 15,4 миль).
Производство всех вариантов MGR-1 закончилось в 1965 году после выпуска более 7000 ракет. Несмотря на то, что «Онест Джон» была неуправляемой и первой баллистической ракетой в арсенале США, она имела более длительный срок службы, чем все другие баллистические ракеты, кроме ракеты Минитмен. Система была заменена ракетой MGM-52 Lance в 1973 году, но она не была снята с вооружения подразделений НАТО в Европе до 1985 года и подразделений Национальной гвардии в США до конца 1982 года. Вооруженные фугасными боеголовками ракеты «Честный Джон» оставались в арсеналах Греции, Турции и Южной Кореи по крайней мере до конца 1990-х.
К тому времени, когда последние из этих ракет были выведены из Европы в 1985 году, MGR-1 использовалась вооруженными силами Бельгии, Великобритании, Канады, Дании (неядерного типа), Франции, Германии, Греции, Италии, Нидерландов, Норвегии (неядерного типа), Южной Кореи, Тайваня (неядерного типа) и Турции.

## ТТХ
| Технические условия    | MGR-1A                              | MGR-1B                                   |
| ---------------------- | ----------------------------------- | ---------------------------------------- |
| Максимальная дальность | 25 км                               | 45 км                                    |
| Минимальная дальность  | 6 км                                | 6 км                                     |
| Скорость полёта        | 2,3 M                               | 2,3 M                                    |
| Система управления     | неуправляемый                       | неуправляемый                            |
| Общая длина            | 8,31 м                              | 7,93 м                                   |
| Диаметр корпуса        | 0,76 м                              | 0,76 м                                   |
| Размах оперения        | 0,97 м                              | 0,97 м                                   |
| Полная масса           | 2640 кг                             | 1965 кг                                  |
| Двигатель              | Твердтопливный «Геркулес M6» 410 кН | Твердтопливный ракетный двигатель 685 кН |